# Melhania andrahomanensis
Melhania andrahomanensis är en malvaväxtart som beskrevs av Arenes. Melhania andrahomanensis ingår i släktet Melhania och familjen malvaväxter. Inga underarter finns listade i Catalogue of Life.